# Карл Ріттер фон Гега
Карл Ріттер фон Гега (нім. Carl Ritter von Ghega; 10 січня 1802, Венеція — 14 березня 1860, Відень) — австрійський архітектор, інженер, будівельник залізничних ліній, творець проекту Земмерінзької залізниці, першої в світі гірської дороги, яка, враховуючи досить складний рельєф і значні перепади висоти, є одним з видатних досягнень цивільної інженерії XIX століття.

## Біографія
Народився у 1802 році у Венеції. За походженням — албанець. Син офіцера військово-морського флоту. Освіту здобув у військовому училищі у Венеції (1814—1817), пізніше, в 1811—1819 вивчав точні науки в університеті Падуї. У 1819—1836 і 1840—1842 керував будівництвом залізничних і водних шляхів, спочатку в Венеції, а потім в Тіролі. У 1836—1840 був начальником будівництва залізничної лінії від Брно до Бржецлава (так звана, ділянка Привілейованої Північної залізниці імператора Фердинанда, що з'єднує Відень із Краковом).
У 1842 році австрійська влада направила фон Гега в США для ознайомлення з інженерними досягнення в галузі залізничного будівництва.
Після повернення зі Сполучених Штатів став інспектором планування і будівництва залізниці Відень — Трієст. Завдання полягало в тому, щоб провести дорожню лінію через перевал Земмеринг на висоті 984 м над рівнем моря. К. Гега після вивчення 39 залізничних ліній в Сполучених Штатах, детального вивчення місцевості і підготовки докладних карт навколо перевалу, розробив проект залізничної лінії. В ході підготовки винайшов кілька нових вимірювальних приладів. Визначив кілька альтернативних маршрутів, але вибрав ті, будівництво яких не вимагадо спорудження великої кількості тунелів.
План інженера був завершений у 1847 році і передбачав будівництво залізничної лінії завдовжки 42 км, з 22 великими мостами і шляхопроводами, та тунелем завдовжки 1200 м. Проект був схвалений австрійським міністерством громадських робіт в червні 1848 року, незважаючи на протести преси та багатьох інженерів. Роботи почалися в серпні 1848 року — лінія була розділена на 14 ділянок, будівництво яких було доручено 14 різним компаніям. Спочатку у будівництві булр задіяно 1421 працівника, згодом, їхня кількість збільшилася до 20 000. Земмерінзька залізниця була пущена в експлуатацію в 1854 році, а лінія в Трієст — в 1857 році. Сьогодні дорога, як і раніше є повністю функціонуючою частиною австрійської Південної залізниці.
У 1851 році, за великий внесок перед Австрійською імперією, Гегу було подаровано дворянський титул, а в 1853 році він був призначений начальником планування мережі залізниць усієї Австрійської імперії.
Крім того, в 1842 Карл Гега побудував виноробний завод Шлумбергер (Schlumberger-Kellerei) — найстаріше підприємство з виробництва ігристих вин в Австрії.
Помер від туберкульозу у 1860 році у Відні.